# Klausen (Remscheid)
Klausen ist ein statistischer Stadtteil des Stadtbezirkes Lüttringhausen und Ortsteil von Remscheid. Der Stadtteil liegt im Norden der Stadt zwischen Blaffertsberg, Kreuzbergstraße, Großhülsberg und Birke.

## Geschichte

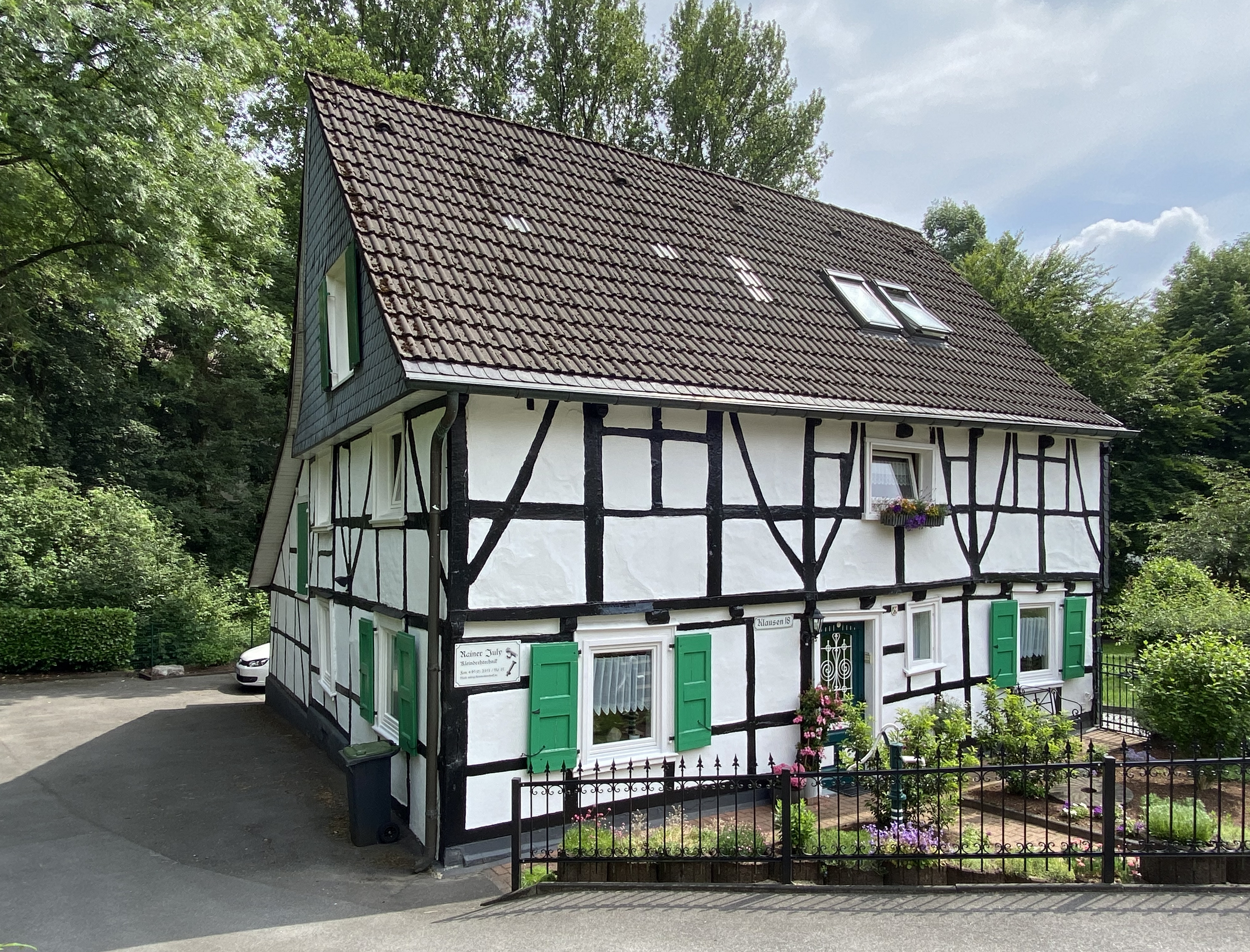
Historisches Haus Klausen 18

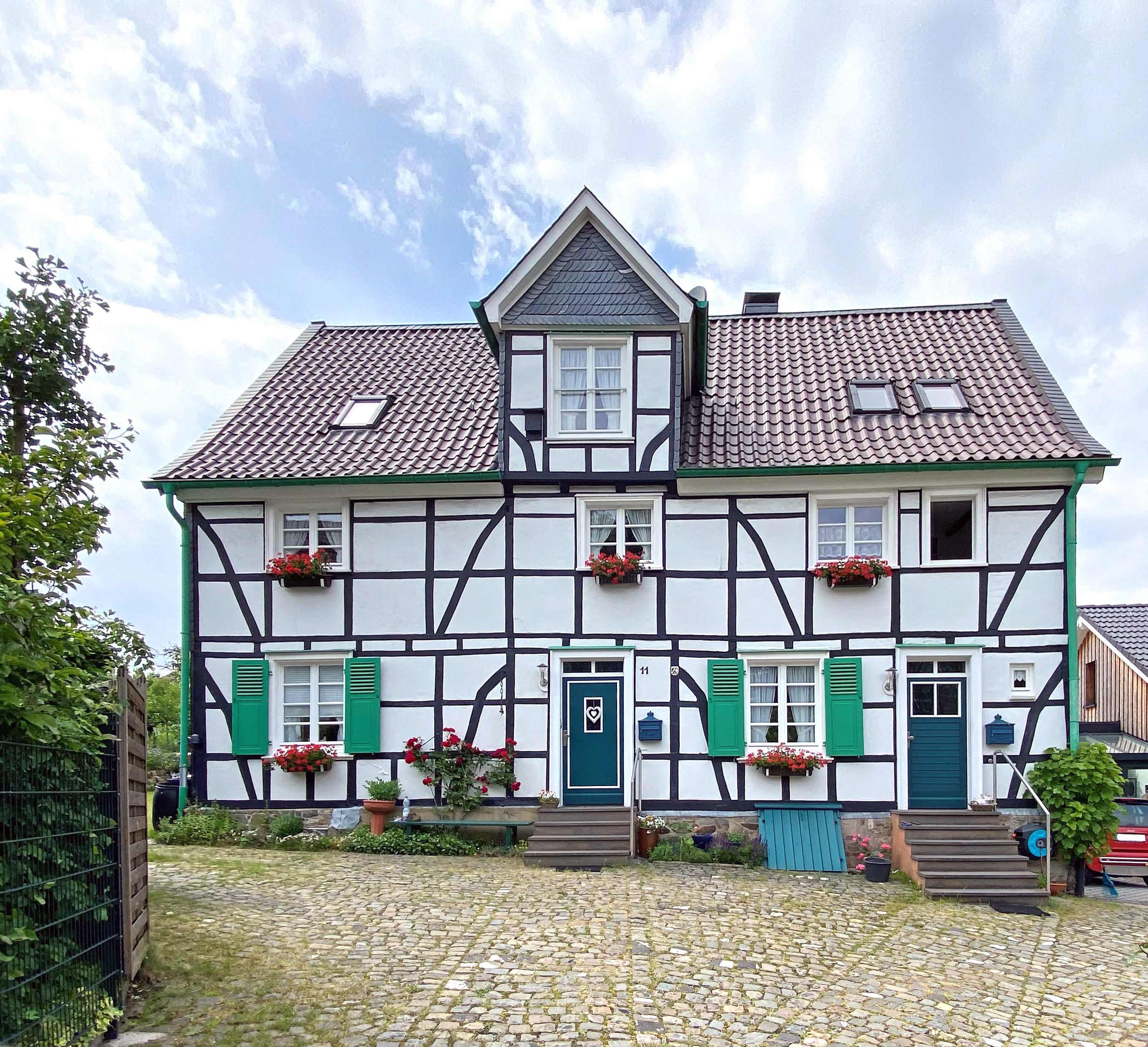
Baudenkmal Klausen 11

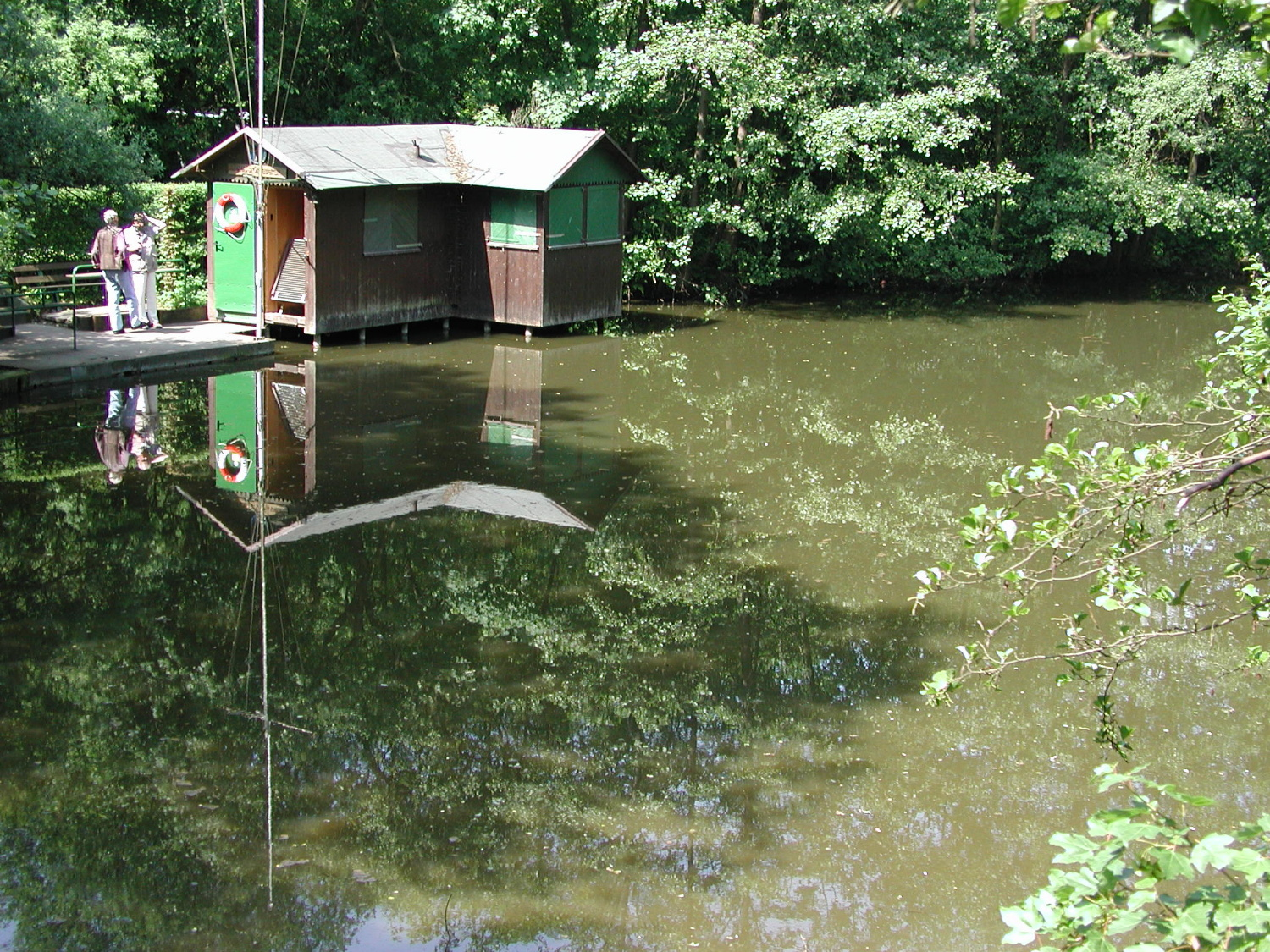
Fischteich im Klausener Bachtal

Erstmals urkundlich erwähnt findet man 1471 die Namen „Clauhausen“ und „Claushausen“, die vermutlich an Familiennamen der ersten Bewohner angelehnt sind.
Zwei räumlich getrennte Hofschaften sind als „Oberste Clauhausen“ und „Niederste Clauhausen“ bekannt. Später ergaben sich durch Aufteilungen verschiedene Höfe. Die Eigentümerfamilien hießen zunächst: Blombach, Fischer, Grund, Hilbert, Kohlbruch und Wette.
In Niederklausen bewirtschafteten später die Brüder „Hans und Hänschen Manns“ sowie „Gerhard und Hans Manns“ zwei Höfe. Dreimal im Jahr, so ist es überliefert, musste das „Niederste Klausen“ Steuern entrichten. 1653 kam Bernd von Bechem aus dem Münsterland und siedelte sich in Klausen an. Eine Gaststätte der Familie existierte bis ins 21. Jahrhundert an der heutigen Klausener Straße. 1683 wurden die Güter in insgesamt neun „Einzelwirtschaften“ aufgeteilt. Die Familien Döppert, Geit und Steffens kamen hinzu. 1834 existierten in Klausen drei Geschäfte, die gleichzeitig Gaststätten waren. 1851 gründeten die Klausener ein Armen- und Waisenhaus.
Von den alten Gebäuden existieren im jetzigen Straßenzug Klausen noch drei, stehen unter Denkmalschutz und sind vorbildlich gepflegt: Haus Nr. 11 (Jahrgang 1777), 18 (Erste Hälfte des 18. Jahrhunderts) und 24 (Zweite Hälfte des 18. Jahrhunderts).

## Infrastruktur

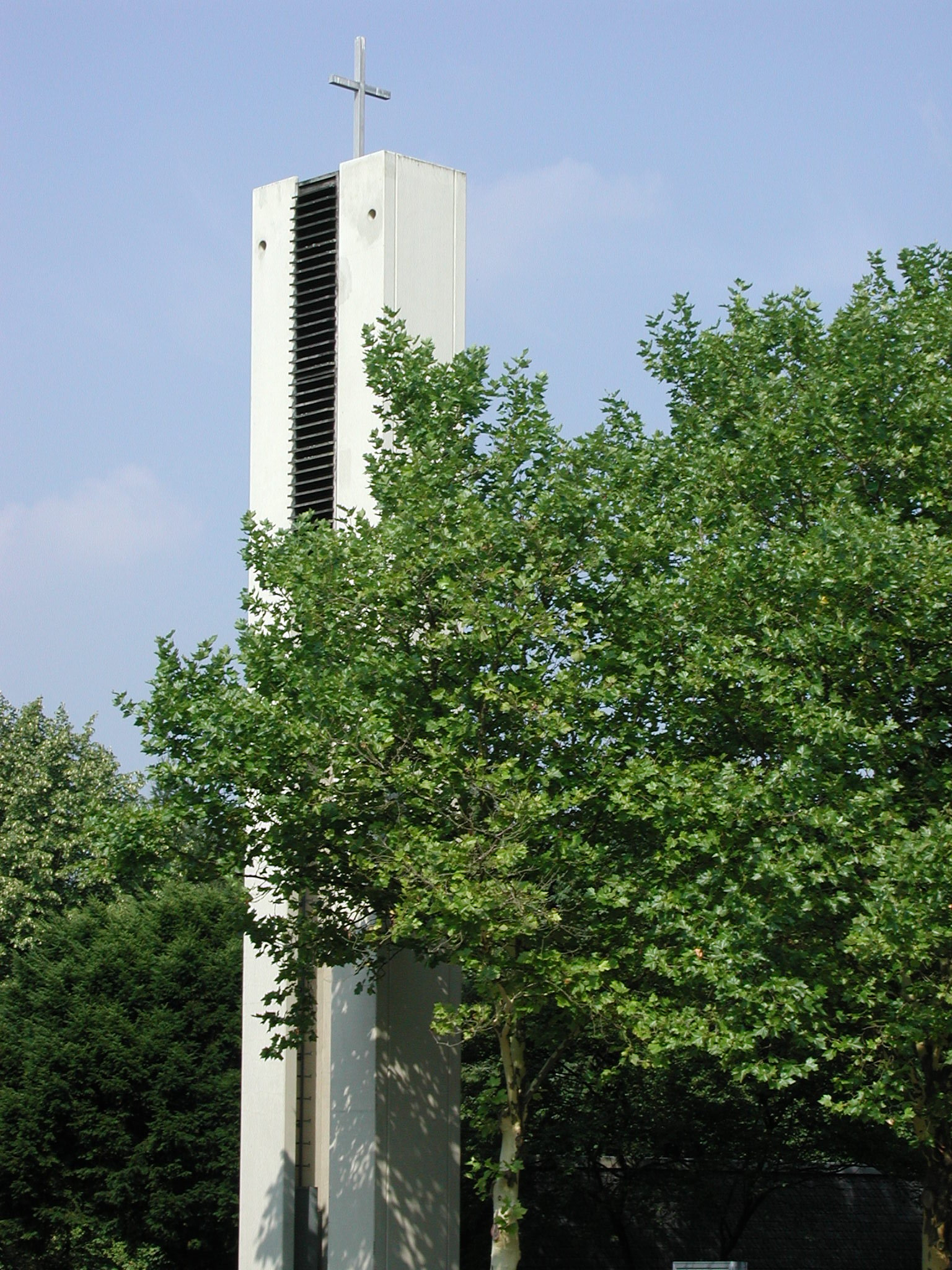
Ehemalige ev. Kirche in Klausen

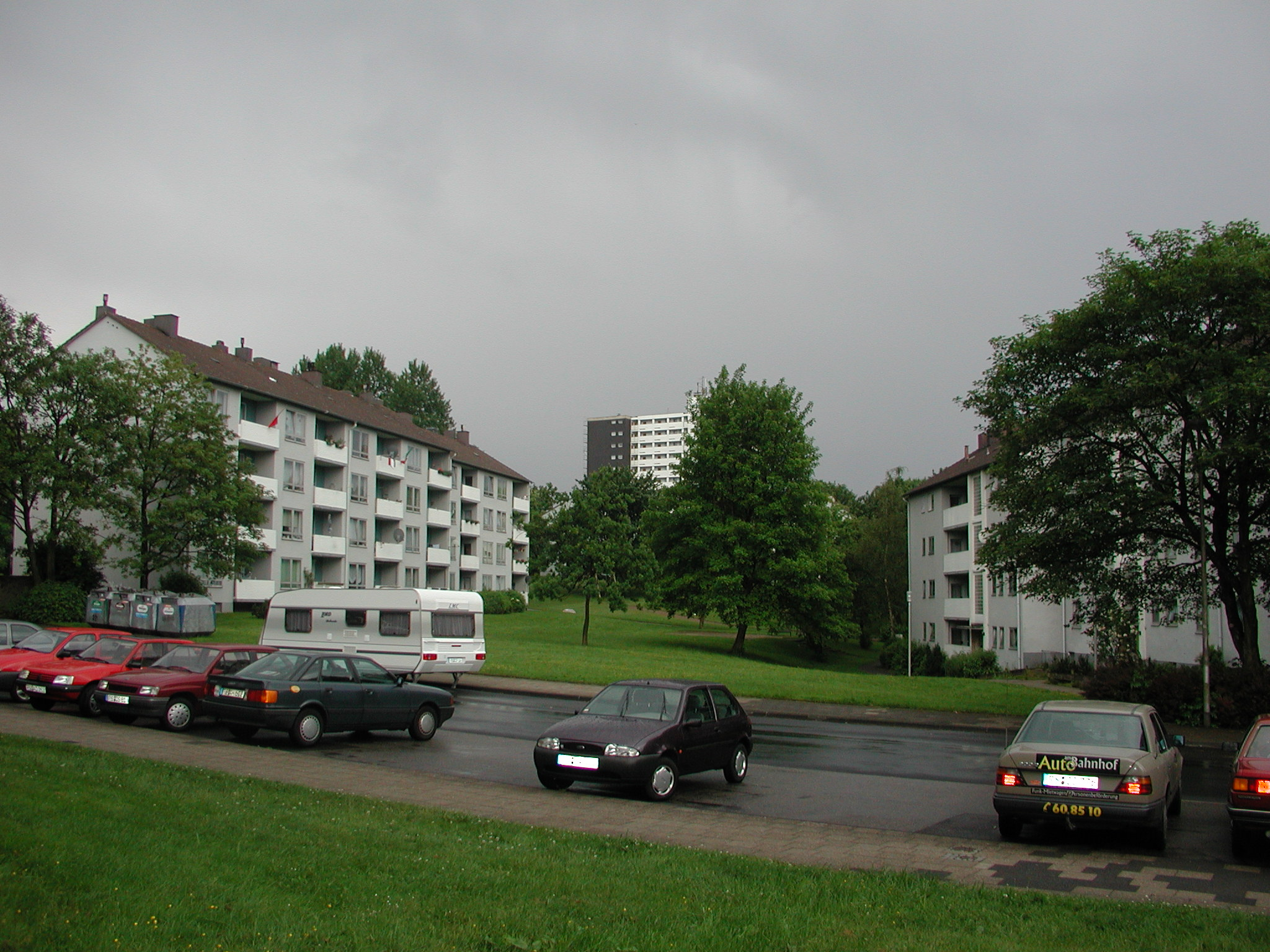
Lockfinker Straße – das „neue Klausen“

Klausen hatte seit den 1960er-Jahren fast 40 Jahre lang über eine funktionierende Infrastruktur mit einer Reihe von Einkaufsmöglichkeiten wie Lebensmittelgeschäft, Friseur, Drogerie, Farbwarengeschäft, Sparkasse, Schuhmacher und anderen Handwerkern sowie Gaststätten und einem Seniorentreff.
1970 erbaute der Architekt Hans Schilling im modernen Stil die katholische Kirche Heilig Geist, die zur Kirchengemeinde Lüttringhausen gehörte. Die Kirche wurde schon wieder 2000 abgerissen, da die Kirchengemeinde aufgrund der zurückgehenden Gottesdienstbesucher die Kirche nicht weiter unterhalten konnte. Die katholische Kindertagesstätte St. Martin befindet sich in der Lockfinker Straße.
2010 wurde das Gemeindezentrum Klausen an der Hans-Böckler-Straße geschlossen.
An der Lockfinker Straße ist das Schulzentrum Klausen angesiedelt. Hier hat das Leibniz-Gymnasium sein Domizil. Im selben Gebäudekomplex ist seit dem Brand des alten Schulgebäudes im August 2012 die Grundschule Eisernstein zu Hause. Früher bestand hier auch die Hauptschule Klausen, die jedoch mangels Nachfrage aufgelöst wurde.
Die ehemalige evangelische Kirche und das Gemeindehaus wurde bis 2015 abgerissen; dort befindet sich jetzt die Wohnbebauung „Klausener Kirchweg“. Verblieben ist an der alten Stelle die von der evangelischen Kirchengemeinde Lüttringhausen getragene Kindertagesstätte.
Der Stadtteil wird von den städtischen Buslinien 620 und 654 bedient. Der Remscheider Bürgerbus fährt auch Klausen an.

## Vereine
- FC Klausen
- Jugendhilfe „Die Schlawiner“
- Kleingärtnerverein Klausen
- Schulverein der Eisernstein-Schule
- SG Victoria Blaffertsberg
- Siedlergemeinschaft Klauserfeld

## Verschiedenes
Die Lüttringhauser Schützenbruderschaft „Zum Kreuz“ – heute nur noch als Schießverein aktiv – hat im Klausener Bachtal am Rande des Grüngürtels ihren Schießstand.
Ferner befindet sich auf dem benachbarten Terrain eine von den Wermelskirchener Golfern genutzte Sterngolf-Anlage. Sie ist jedoch ganztägig für Interessierte geöffnet. Klausener Ehrenamtler beaufsichtigen und betreuen die Anlage. Der in der Nähe liegende Fischteich verlandet allmählich.
Ehemals gab es im 19. Jahrhundert in Klausen einen Schützenverein, den Karnevalsverein „Die Stockfischgarde“, den Männergesangverein „Orpheus“ und später den MGV Klausen, der sich letztlich aus Mitgliedermangel dem Lüttringhauser Männerchor anschloss.
Der um 1970 gegründete Bürgerverein Klausen befindet sich seit 2011 in der Auflösung.
Die „Schlawiner“ organisieren in jedem Jahr das „Stadtteilfest auf Klausens grüner Wiese“, an dem viele Vereine und Organisationen teilnehmen und das von der Bevölkerung immer gut angenommen wird, sowie das Seifenkistenrennen im Industriegebiet Großhülsberg.
Eine zweigeschossige Moschee, die einem türkischen Trägerverein gehört, liegt im Straßenzug Klausen, also im Kern der ehemaligen Hofschaft. Sie befindet sich in einem unauffälligen Gebäude.

## Belege
- Gustav Hermann Halbach: "Bergischer Sprachschatz"
- Lüttringhauser Anzeiger Ausg. 45/1998
- Klaus Rutenberg: Broschüre "Aus der Geschichte Klausens" zum Jubiläum 1951.